# DTDP-3-amino-3,4,6-tridezoksi-alfa-D-glukopiranoza N,N-dimetiltransferaza
DTDP-3-amino-3,4,6-tridezoksi-alfa--glukopiranoza -dimetiltransferaza (EC 2.1.1.234, DesVI) je enzim sa sistematskim imenom S-adenozil--metionin:dTDP-3-amino-3,4,6-tridezoksi-alfa--glukopiranoza 3-N,N-dimetiltransferaza. Ovaj enzim katalizuje sledeću hemijsku reakciju
2 -adenozil--metionin + dTDP-3-amino-3,4,6-tridezoksi-alfa--glukopiranoza {\displaystyle \rightleftharpoons } 2 S-adenozil-L-homocistein + dTDP-3-dimetilamino-3,4,6-tridezoksi-alfa--glukopiranoza
Ovaj enzim učestvuje u biosintezi desosamina, 3-(dimetilamino)-3,4,6-tridezoksiheksoze prisutne u pojedinim makrolidnim antibioticima kao što je ertiromicin, azitromicin, i klaritromicin.

## Literatura
- Nicholas C. Price; Lewis Stevens (1999). Fundamentals of Enzymology: The Cell and Molecular Biology of Catalytic Proteins (Third изд.). USA: Oxford University Press. ISBN 019850229X.
- Eric J. Toone (2006). Advances in Enzymology and Related Areas of Molecular Biology, Protein Evolution (Volume 75 изд.). Wiley-Interscience. ISBN 0471205036.
- Branden C; Tooze J. Introduction to Protein Structure. New York, NY: Garland Publishing. ISBN 0-8153-2305-0.
- Irwin H. Segel. Enzyme Kinetics: Behavior and Analysis of Rapid Equilibrium and Steady-State Enzyme Systems (Book 44 изд.). Wiley Classics Library. ISBN 0471303097.

## Spoljašnje veze
- DTDP-3-amino-3,4,6-trideoxy-alpha-D-glucopyranose+N,N-dimethyltransferase на 